# Gloriette de Buffon
La gloriette de Buffon est un kiosque métallique du Jardin des plantes, à Paris, en France.

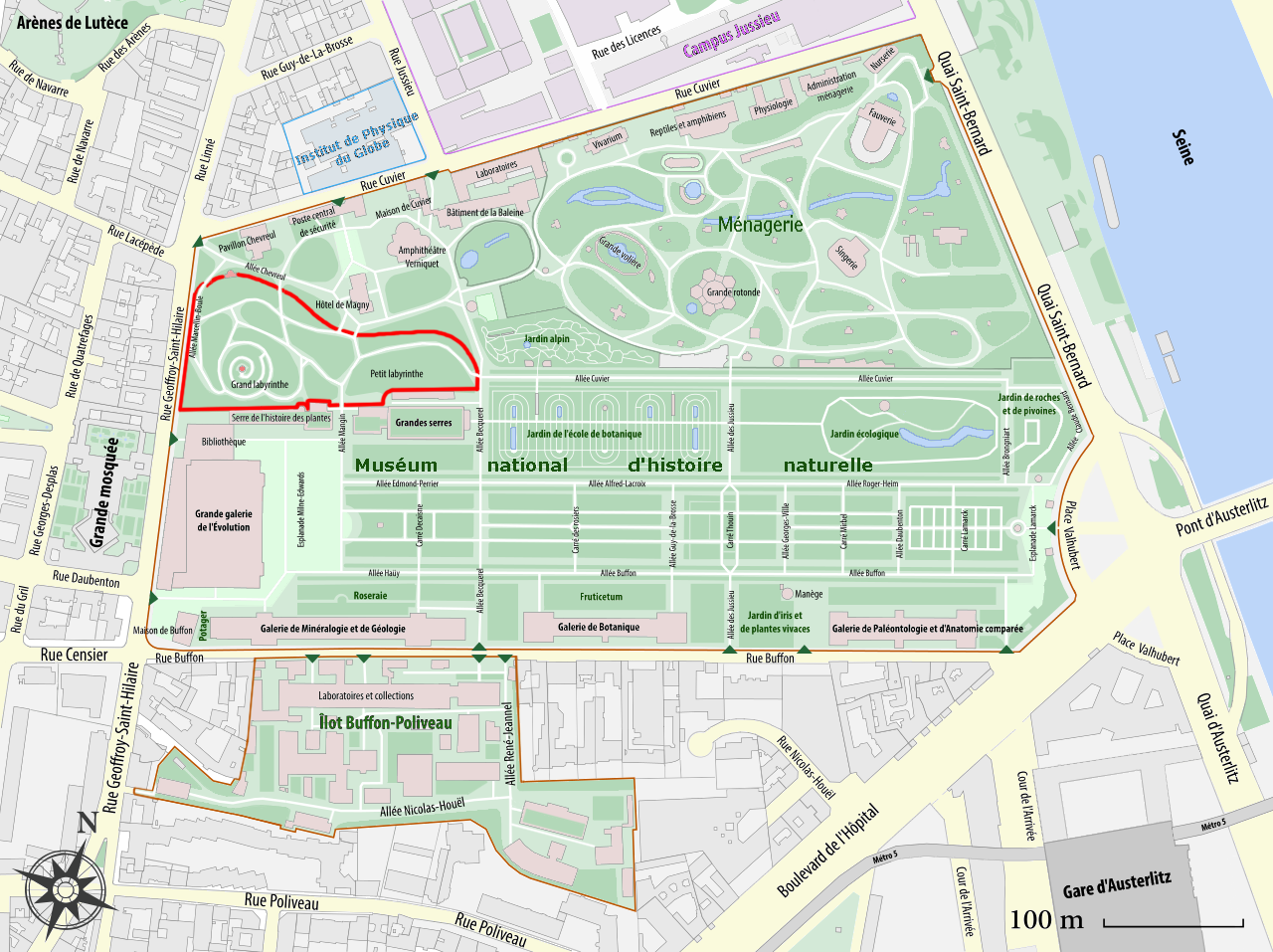
Emplacement de la Gloriette de Buffon et du « labyrinthe » au Jardin des plantes de Paris.

## Description
La gloriette est située au sommet du « grand labyrinthe », un monticule parcouru par un chemin en spirale dans la partie ouest du Jardin des plantes du 5e arrondissement de Paris, à proximité de la rue Geoffroy-Saint-Hilaire. Il s'agit d'un édicule de fer et de bronze, au plan circulaire, mesurant environ 4 m de diamètre.
L'édifice repose sur huit colonnes cannelées métalliques et ouvragées, disposées en cercle, soutenant une structure circulaire en treillis portant elle-même un lanterneau circulaire de plus petite dimension. Sous ce lanterneau jouant le rôle de belvédère, nichent quelques-unes des nombreuses chauves-souris du Jardin des plantes. Au sommet de ce belvédère, une sphère armillaire simple est surmontée par une girouette.

## Historique
Sur la terre d'Alez, la « butte Coypeau » ou « butte des Copeaux » est un ancien dépotoir médiéval, recouvert de terre en 1303, sur lequel se dresse le moulin de la Tournelle. Le moulin a depuis longtemps disparu lorsque le Jardin royal des plantes médicinales (ou « Jardin du Roi », ancêtre de l'actuel Jardin des plantes) est créé en 1626 sur ordre de Louis XIII : il s'ouvre au public en 1640. La butte Coypeau est alors convertie en lieu de promenade.
La gloriette y est édifiée entre 1786 et 1788 en l'honneur de Georges-Louis Leclerc de Buffon, intendant du Jardin du Roi. Sa construction est réalisée par le serrurier du jardin sur les plans de l'architecte Edme Verniquet (également concepteur de l'amphithéâtre d'anatomie du Muséum). Lors de son inauguration, la gloriette possède à son sommet, dans la sphère armillaire qui la surmonte, un gong méridien marquant le midi solaire : chaque jour, à midi, un fil de crin est brûlé par une loupe. La rupture de ce fil — changé tous les jours — déclenche un mécanisme qui frappe douze heures sur un tambour chinois,. Ce mécanisme a aujourd'hui disparu,.
Rétif de la Bretonne évoque dans son ouvrage, Les Nuits de Paris, le libertinage qui avait lieu à la fin du XVIIIe siècle autour de la gloriette après la fermeture du Jardin des plantes : « Je ne décrirai pas leurs amusements ; ils avaient raison de tenir les portes fermées », commente-t-il. Mais même si le charme, voire l'érotisme pouvaient être présents, il ne faudrait pas croire à des orgies sexuelles car il s'agit en fait de « libertinage intellectuel » : des Parisiens de l'aristocratie et de la bourgeoisie s'y rencontraient anonymement, masqués, parfois costumés, pour y prendre cafés, thés et vins, y souper, y discuter, y écouter de la musique, y danser et plus si affinités, dans une liberté d'expression et de mise en doute des dogmes et des idées, que la société de l'époque ne permettait pas habituellement ; ces soirées confidentielles se tenaient aussi à l'époque dans d'autres jardins des capitales européennes, contribuant au tissage de liens par-delà les classes sociales, et à la diffusion d'idées nouvelles. 
Les faits que l'édifice associe cinq métaux : le fer, le cuivre, l'or, le bronze et le plomb, que la devise inscrite sur la corniche de la gloriette (Horas non numero nisi serenas) signifie « Je ne compte que les heures heureuses », que le dessin des allées de la butte forme un labyrinthe et que le naturaliste Daubenton qui accompagna la métamorphose du Jardin du Roi en Muséum national d'histoire naturelle s'y soit fait inhumer dans une tombe laïque, ont également une portée symbolique.
La gloriette de Buffon est l'une des plus anciennes structures entièrement métalliques du monde, et la plus ancienne de Paris. Le métal provient des forges de Buffon, dans l'actuelle Côte-d'Or. Ce qui permet au naturaliste de « démontrer de façon spectaculaire les progrès de la sidérurgie accomplis dans sa propre forge ». Sa construction précède les travaux de Victor Baltard de plus d'une cinquantaine d'années et ceux de Gustave Eiffel d'un siècle.  Comme le reste du Jardin des plantes, l'édifice est classé monument historique.
Une restauration est initiée en 1983 avec le concours du Club du vieux manoir. En février 1984, une deuxième tranche de travaux est financée par Karl Lagerfeld.
Menacé par les intempéries, la pollution et la corrosion, l'édifice devenu potentiellement dangereux pour le public a obligé le Muséum à fermer son accès. La restauration nécessitant des financements estimés à 700 000 euros, le Muséum lance une campagne de mécénat en 2016. La restauration a débuté en janvier 2018 et l'édifice est redevenu accessible le 27 juillet 2018,.
Sur une des colonnettes, en face de l’entrée, figure un graffiti minutieusement calligraphié datant du siège de Paris de 1870 : « Dieu Seigneur Eternelle rendez-nous victorieux Confondez les Prussiens ».

## Galerie

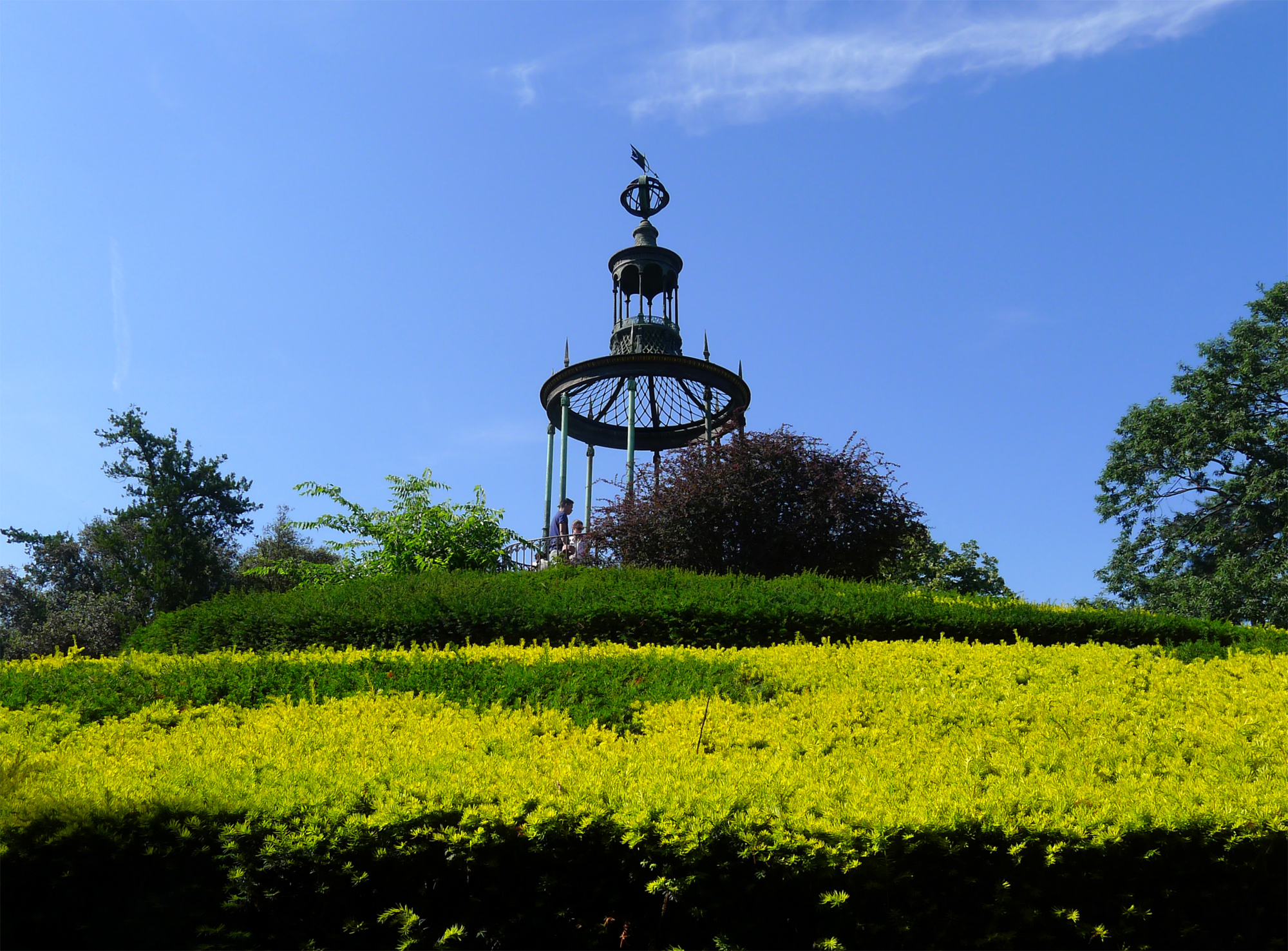
La gloriette de Buffon au sommet de la butte du labyrinthe, vue de la tombe de Daubenton.
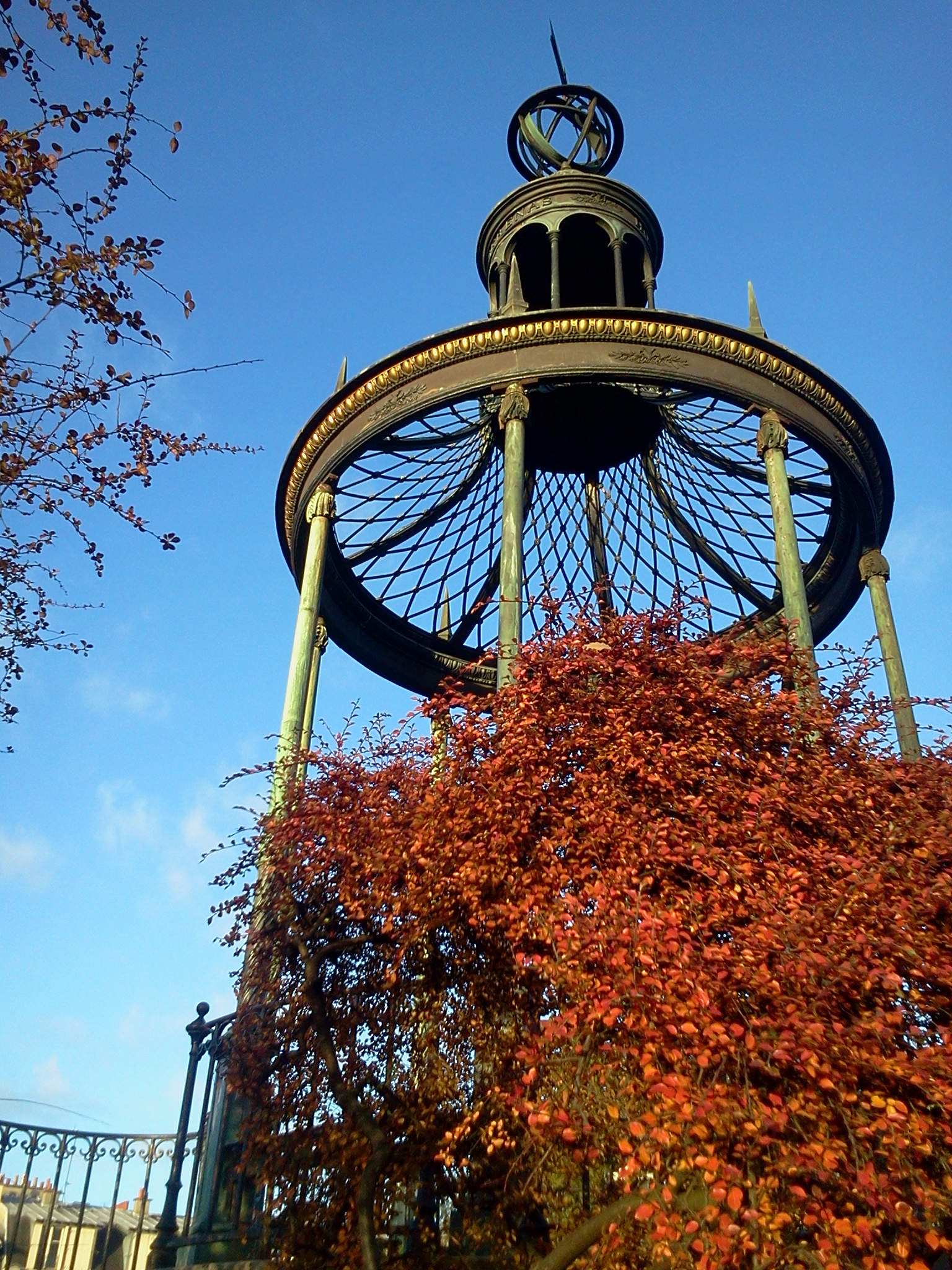
La gloriette de Buffon.
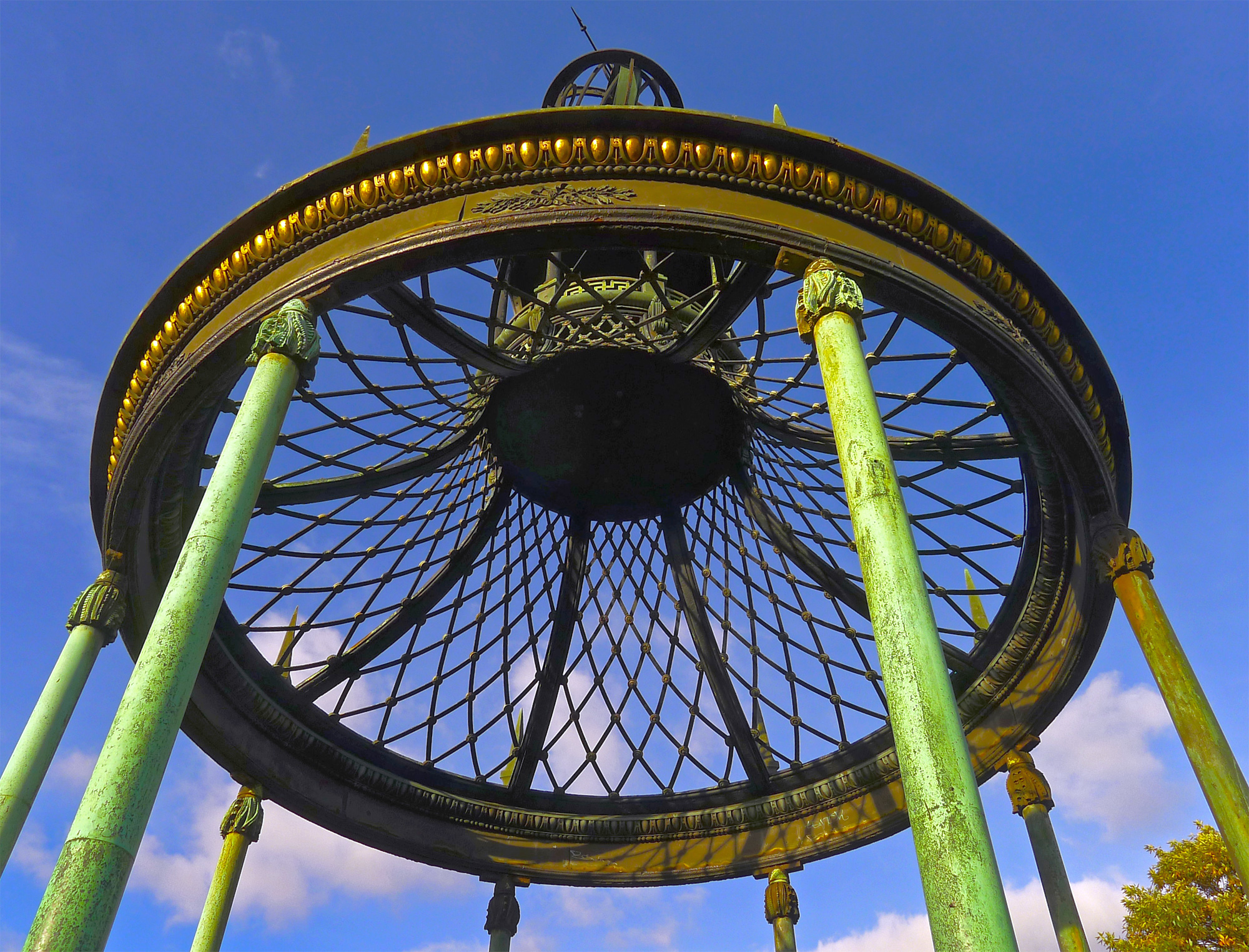
Vue détaillée.
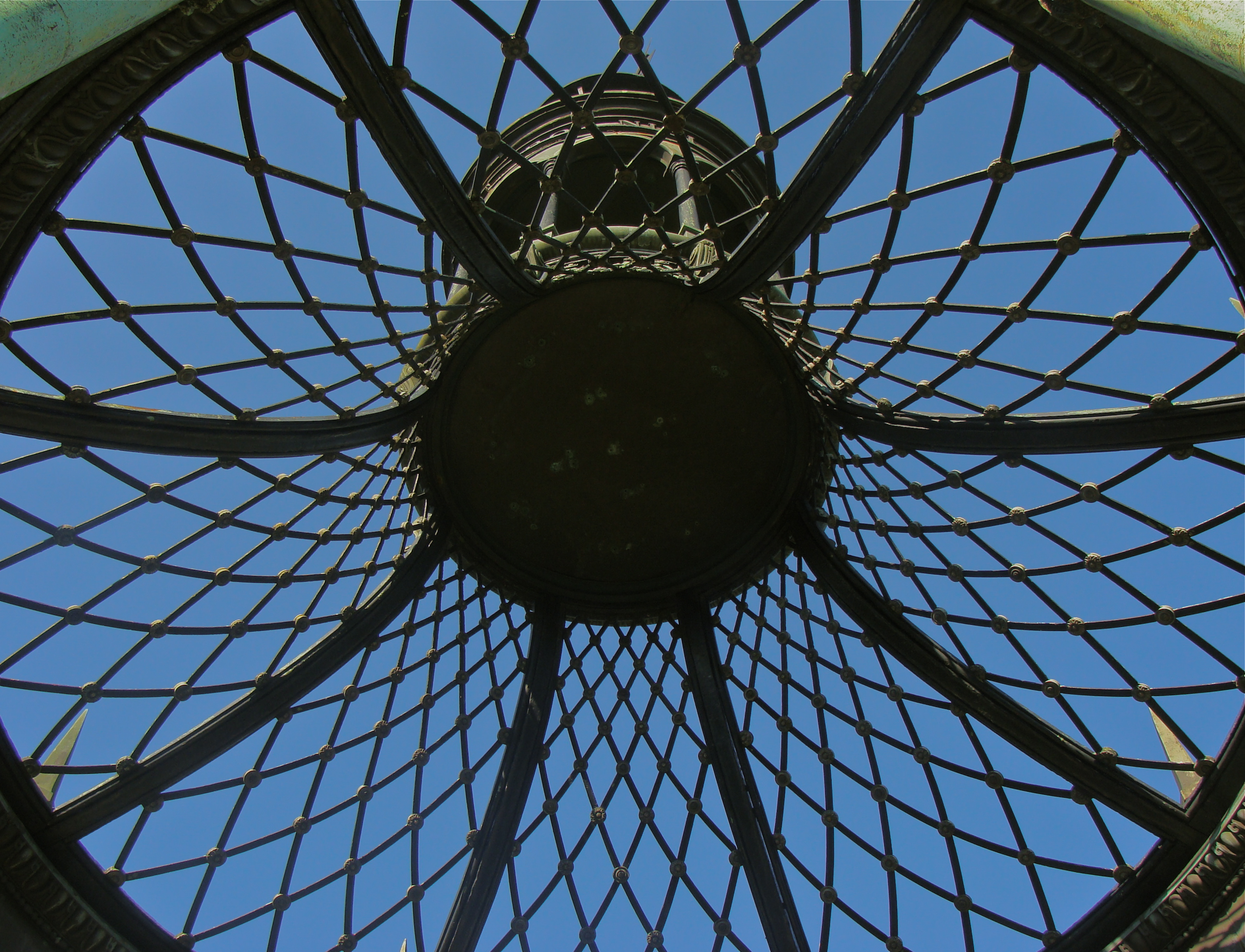
Vue rapprochée de la structure métallique au sommet de la gloriette.
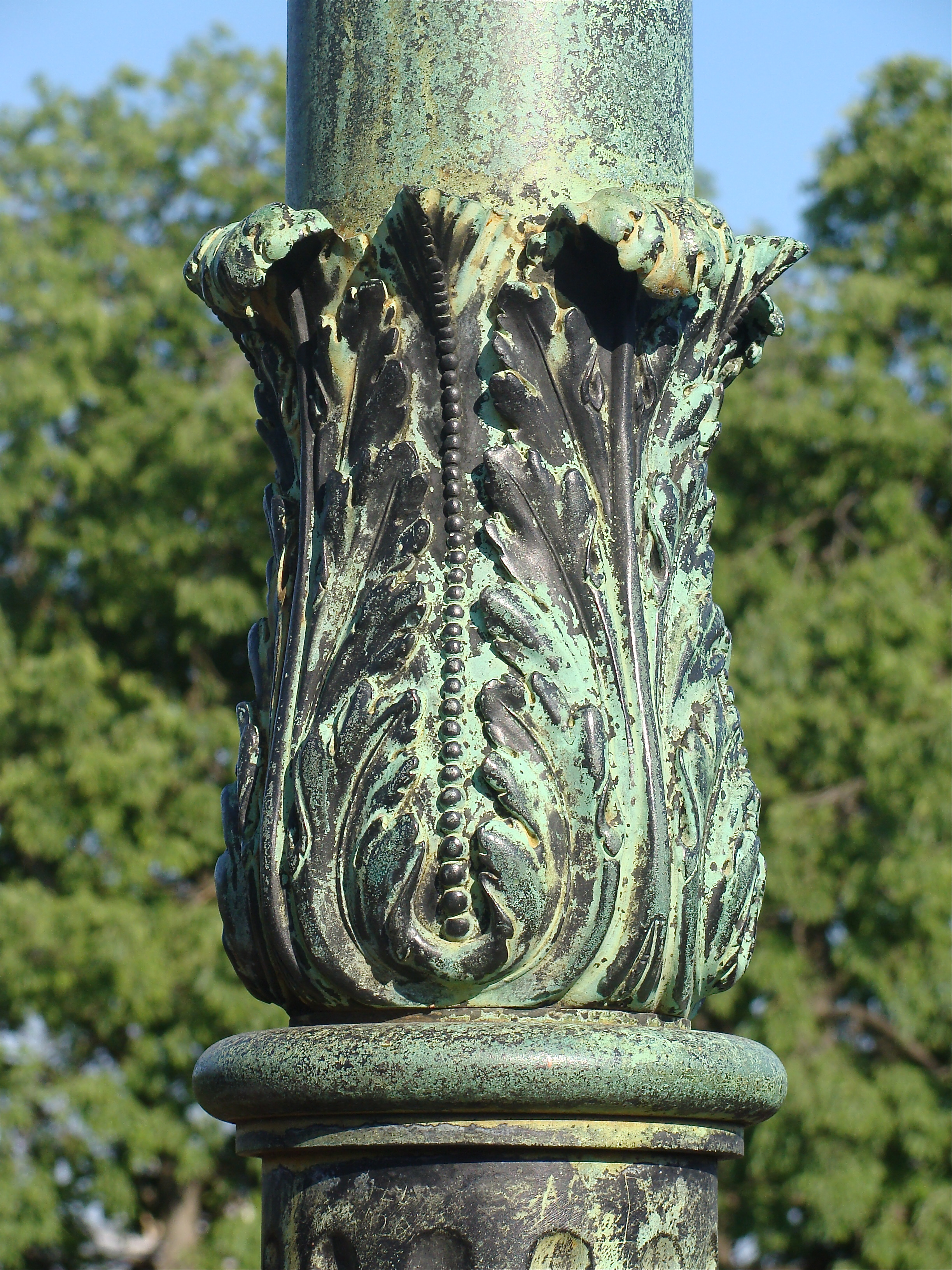
Détail du fût de l'une des colonnes, évoquant la feuille d'acanthe.
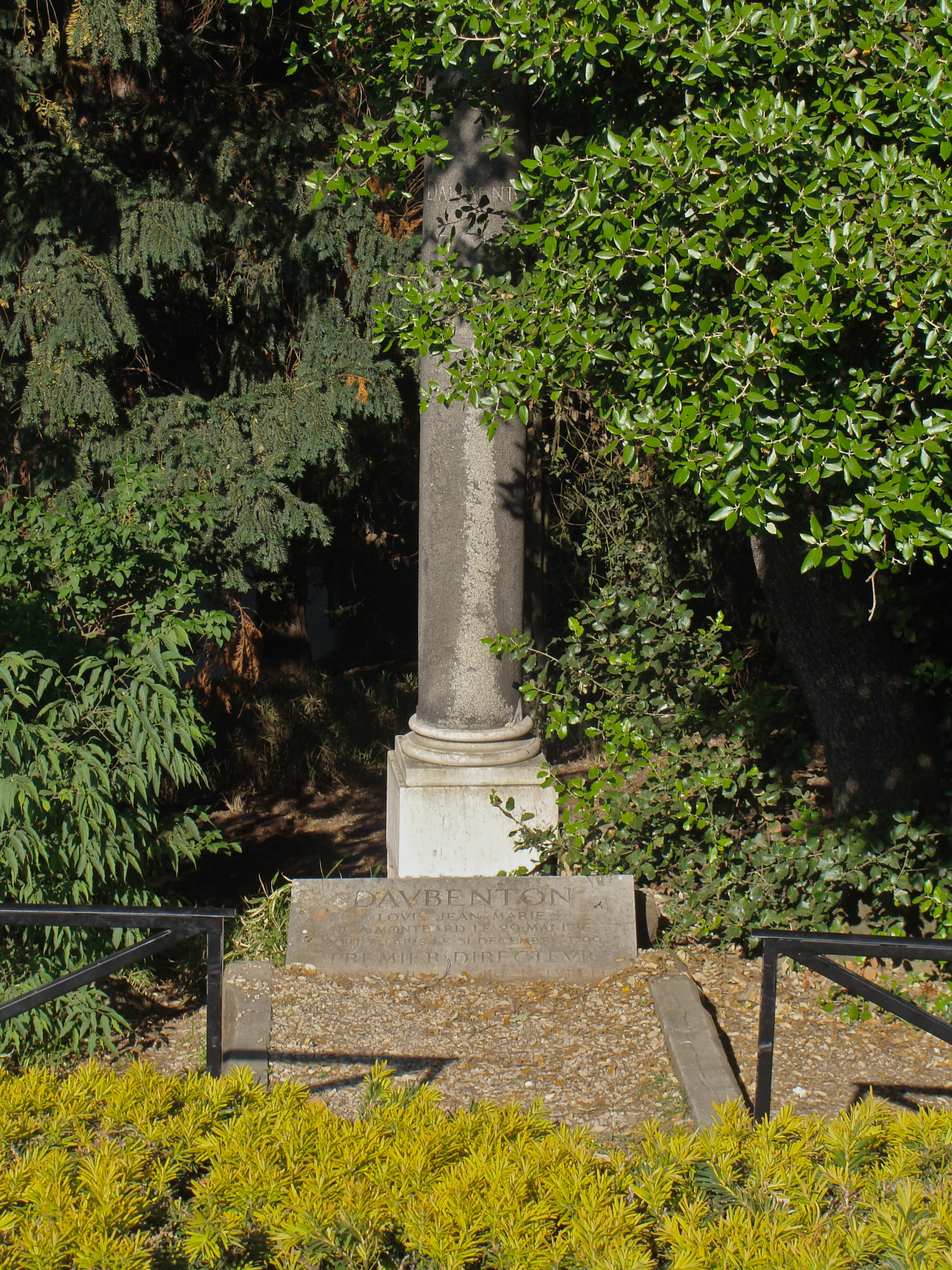
Tombe de Daubenton dans le labyrinthe
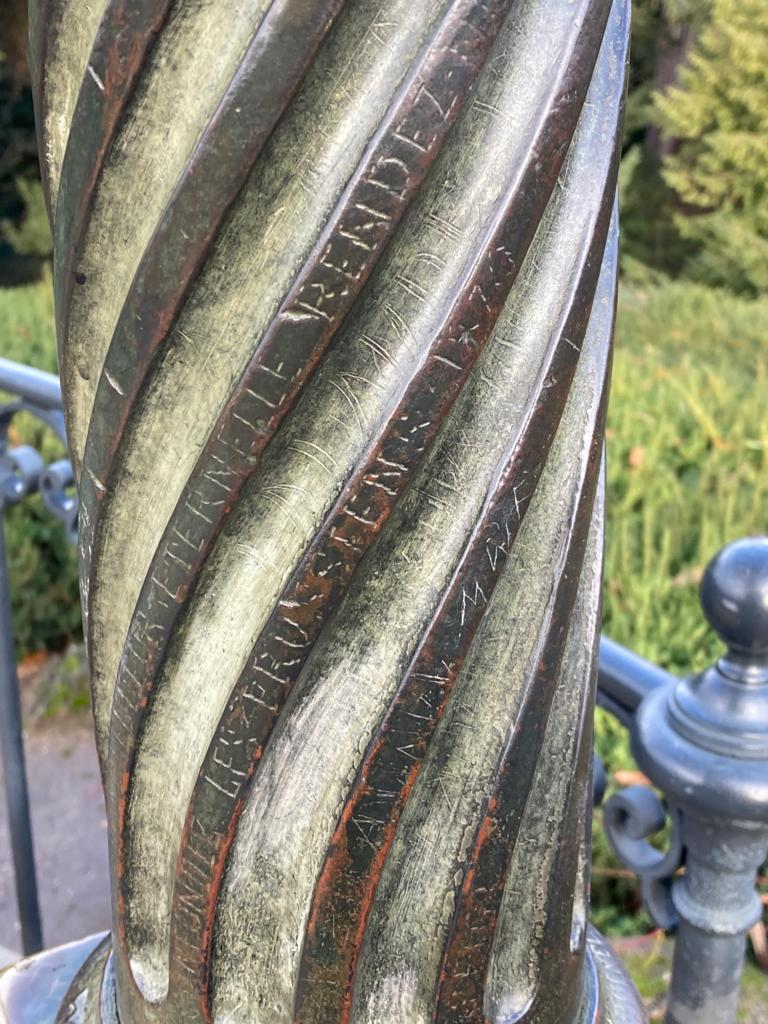
Détail d’une colonnette avec inscriptions de 1870, au pied de la gloriette.